# Strömstads pastorat
Strömstads pastorat är ett pastorat i Norra Bohusläns kontrakt i Göteborgs stift i Strömstads kommun i Västra Götalands län. 
Pastoratet bildades 2006 och består av följande församlingar :
- Idefjordens församling
- Skee-Tjärnö församling
- Strömstads församling

Pastoratskod är 080810.